# Godila
Godila de Rothenburg fou una dama alemanya comtessa i marcgravina, filla de Werner comte de Rothenburg i cosina de Wigfrid, bisbe de Verdun. Es va casar amb Lotari III comte de Walbeck i marcgravi de la Marca del Nord (fill de Lotari II de Walbeck) i quan aquest va morir el 25 de gener de 1003 va romandre quatre anys vídua i després es va casar amb un parent de nom Herman II, comte de Werle (fill d'Herman I de Werle) que ja havia estat casat abans. Aquest matrimoni li va costar l'excomunicació pels llaços de sang amb el marit. Va morir el 1015; el seu marit li va sobreviure almenys fins al 1029. Fou la mare de Werner, marcgravi de la Marca del Nord, al qual va tenir amb 13 anys, que va succeir al seu pare el 1003 però fou destituït el 1009.